# Allergische Dermatitis der Katze
Die allergische Dermatitis der Katze (Dermatitis = Hautentzündung; von griechisch δέρμα derma, deutsch ‚Haut‘, und -itis = Entzündung) ist eine mit primär mit Juckreiz einhergehende Katzenkrankheit, die allergisch bedingt ist und nicht durch Flohspeichel (→ Flohallergie) hervorgerufen wird.

## Ursache, Krankheitsentstehung und klinisches Bild
Als Auslöser der Erkrankung kommen verschiedene Fremdeiweiße in Betracht. Der genaue Mechanismus der Krankheitsentstehung (Pathogenese) ist noch nicht hinreichend erforscht. Im Gegensatz zur vergleichbaren atopischen Dermatitis des Hundes ist eine Beteiligung Allergen-spezifischer IgE nicht sicher nachgewiesen. Die Erkrankung kann durch Verhaltensstörungen, Stress, Sekundärinfektionen mit Bakterien oder Hefepilzen, durch den Befall mit Ektoparasiten, trockene Haut, chemische Hautreizung, Wärme und durch Feuchtigkeit verschlimmert werden.

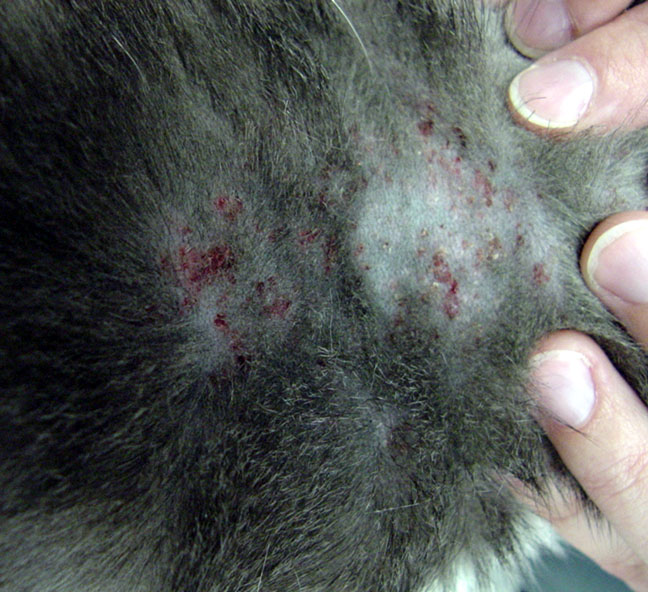
Miliare Dermatitis

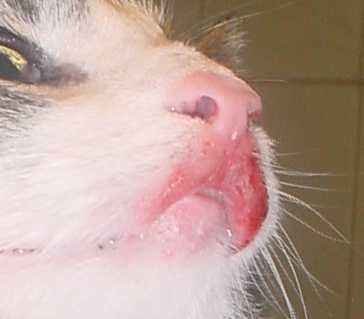
Eosinophiles Granulom

Typischerweise tritt primär Juckreiz auf, der mit verschiedenen Hautveränderungen vergesellschaftet ist. Diese Veränderungen umfassen symmetrischen Haarausfall (Alopezie), miliare Dermatitis und weitere Erscheinungsbilder des eosinophilen Granulomkomplexes. Da diese aber auch bei anderen Erkrankungen auftreten können, schlagen Favrot und Mitarbeiter vor, dass sechs von zehn der folgenden Kriterien erfüllt sein müssen, um die Diagnose klinisch stellen zu können:
1. Juckreiz zu Beginn der Erkrankung
2. Vorhandensein von mindestens zwei der folgenden Hautveränderungen:
  1. symmetrischer Haarausfall
  2. miliare Dermatitis
  3. eosinophile Dermatitis
  4. Erosionen oder Geschwüre im Bereich des Kopfes und des Halses
3. mindestens zwei Körperstellen betroffen
4. miliare Dermatitis dominiert
5. eosinophile Dermatitis oder symmetrischer Haarausfall oder Erosionen und Geschwüre an Gesicht, Lippen, Ohren oder Hals
6. nicht-symmetrischer Haarausfall an Rumpf, Schwanz oder Hintergliedmaßen
7. symmetrischer Haarausfall am Bauch
8. keine Erosionen/Geschwüre der Vordergliedmaßen
9. keine Veränderung der Brustbein- oder Achselgegend
10. keine Knoten oder Tumoren.

## Behandlung
Da bei der Krankheitsentstehung mehrere Faktoren beteiligt sind, müssen wie bei der atopischen Dermatitis des Hundes mehrere Behandlungsansätze kombiniert werden. Eine Allergenvermeidung ist selten möglich.
Die einzige Möglichkeit der vollständigen Heilung ist die Hyposensibilisierung (allergen-spezifische Immuntherapie, ASIT). Die auslösenden Allergene müssen dafür durch Allergietests (Intrakutantest, Serumallergietest) bestimmt werden.
Vor allem zu Behandlungsbeginn ist die symptomatische Stillung des Juckreizes wichtig. Antihistaminika, wie sie beim Menschen häufig eingesetzt werden, wirken bei Katzen relativ schlecht, es gibt zudem keine für Katzen zugelassenen Präparate. Sicherer wirken hier Prednisolon oder Ciclosporin. Auch der selektive Januskinase-1-Inhibitor Oclacitinib kann bei Katzen eingesetzt werden. Katzen benötigen bei diesen Wirkstoffen in der Regel eine höhere Dosis als Hunde. Zusätzlich kann die Verabreichung mehrfach ungesättigter Fettsäuren, von Palmitoylethanolamid (PEA) oder von Maropitant eine klinische Verbesserung bewirken.
Eine topische Behandlung mit Hydrocortison oder Tacrolimus ist ebenfalls beschrieben, allerdings wird sie durch das intensive Putzverhalten von Katzen limitiert.